# Berardo Eroli
Berardo Eroli   (Narni, 1409 - Roma, 2 d'abril de 1479) fou un cardenal i jurista italià.

## Biografia
Era fill de Ludovico, de la família Eroli di Narni. Es va llicenciar en dret i probablement va ensenyar aquesta assignatura a diverses universitats italianes. Gaspare da Verona li reconeix la seva competència en l'àmbit del dret civil ("iuris civilis cognitione") i el descriu com una persona coneguda per ser rígida i severa ("severus, asper, durus"), encara que, segons ell, només cap a aquells que s'ho mereixien. Vespasiano da Bisticci, en el breu perfil biogràfic que li dedica, subratlla la seva integritat, especialment apreciada en les disputes judicials, que per això li van ser confiades en gran nombre.
Va començar la seva carrera a la Cúria amb el papa Nicolau V: primer referendari, després va ser nomenat capellà papal. El 13 de novembre de 1448 va ser elegit bisbe de Spoleto (el primer d'una sèrie de bisbes pertanyents a la família Eroli), on va romandre menys d'un any. El 1449, de fet, Nicolau V el va nomenar vicari papal de la ciutat de Roma, càrrec que va ocupar durant diversos anys, almenys fins al 1457. El 1451 també fou jutge, comissari i referendari en el segon procés per a la canonització de Francesca Romana.
El papa Calixt III, pocs mesos després de la seva elecció al tron papal, el va confirmar com a vicari in spiritualibus a la ciutat de Roma i li va confiar, juntament amb Guglielmo di Fondera, bisbe d'Auloron, i Cosimo di Monserrato, confessor del papa, la feina com a visitant i reformador d'esglésies i monestirs romans, masculins i femenins, de qualsevol ordre, i també de tots els altres llocs pietosos, amb amplis poders per investigar i corregir abusos i mancances, unir esglésies i monestirs, i eliminar o substituir els rectors.
El papa Pius II el va tenir en gran consideració: l'any 1458 el va nomenar lloctinent de camarlenc i el 5 de març de 1460 el va elevar a la dignitat de cardenal amb el títol de Santa Sabina, malgrat l'oposició dels cardenals Domenico Capranica i Prospero Colonna, segons el qual la seva frugalitat era inadequada per a la dignitat d'un cardenal.
També va ser cap de l'"Oficina de Súpliques", coordinant els treballs dels referendaris, que s'havien fet molt més nombrosos durant el pontificat de Pius II, i tenia altres tasques importants, sobretot de caràcter jurídic: la solució de la polèmica que la Santa Seu va tenir amb Ferran I rei de Nàpols per al retorn de Benevent i Terracina, juntament amb altres assumptes com el relatiu a la possessió del castell d'Acquafranca disputat entre Foligno i Spoleto, resolt el 1461. El 1464, juntament amb el cardenal Nicolau de Cusa va ser nomenat jutge en la qüestió bohèmia relativa a l'heretgia del rei Jordi de Podebrady i continuarà formant part de la comissió, fins i tot quan un cop mort Nicolau de Cusa, els cardenals de Juan de Carvajal i Bessarió van ser nomenats en el seu lloc.
Del 29 de juliol de 1462 al 17 de juny de 1463 va estar a Perusa com a llegat dels territoris de Perusa, Todi i Città di Castello i al final del seu mandat les autoritats municipals de Perusa li van lliurar una espasa de plata, amb la insígnia del municipi.
També va ocupar càrrecs importants amb els papes posteriors: el 1466 i de nou el 1474 va ser nomenat camarlenc del Sagrat Col·legi. També el 1474 el papa Sixt IV el va nomenar bisbe de Sabina, havent renunciat a la diòcesi de Spoleto a favor del seu nebot Costantino Eroli.
Va ser protector de l'orde del Cister i es va oposar al projecte de reforma de l'abadia de Chiaravalle, despertant una polèmica contra el duc de Milà Galeazzo Maria Sforza. La reforma, però, va ser sancionada el 15 d'agost de 1475.
Va fer el seu testament uns dies abans de la seva mort, aprofitant l'indultum testandi, o la facultat de disposar dels seus béns personals per testament que li havia estat atorgat el 1455 pel papa Calixt III i confirmat el 1472 pel papa Sixt IV.
Després de la seva mort, el 2 d'abril de 1479, va ser enterrat a la basílica de Sant Pere i part del seu monument sepulcral, obra de Giovanni Dalmata, es troba ara a les Grutes Vaticanes.